# Grand Prix Jihoafrické republiky 1965
Grand Prix Jihoafrické republiky 1965 (XI. International RAC Grand Prix of South Africa) byla úvodním závodem 16. ročníku mistrovství světa jezdců Formule 1 a 8. ročníku poháru konstruktérů Formule 1. Závod se uskutečnil 1. ledna na okruhu Prince George Circuit.

## Pruběh závodu

### Účastníci
První závod sezóny 1965 se uskutečnil na Nový rok, pouhých pět týdnů po dramatickém závěru předchozí sezóny v Mexiku, kde John Surtees získal titul v posledním kole závodu. Všechny týmy nasadily do grand prix modely z roku 1964, nejen proto, že nebyl čas na přípravu do nové sezóny, ale také proto, že rok 1965 byl posledním rokem 1,5 litrové formule. Enzo Ferrari čelil znovu problémům s licenci a tak Scuderia Ferrari byla zapsána pod jménem týmového managera Eugenia Dragoniho. Enzo Ferrari přišel o svou licenci po Grand Prix Itálie 1964, po roztržce s italským autoklubem a poslední dva závody sezóny 1964 absolvoval pod jménem Luigiho Chinettiho v modro bílých barvách North American Racing Team. V Jihoafrické republice nasadila Scuderia opět rudě zbarvené vozy s osvědčenou dvojicí John Surtees a Lorenzo Bandini. Zatímco úřadující mistr světa Surtees startoval s Ferrari 158, Bandini startoval s 12 válcovou modifikací stejného vozu Ferrari 1512.
Také Lotus vsadil na stávající jezdce a tak se za volantem objevil Jim Clark a Mike Spence. BRM angažoval ke zkušenému Grahamovi Hillovi nováčka Jackie Stewarta za Richie Ginthera, který odešel k Hondě. Také Brabham neměnil jezdecké složení, za volantem byl Dan Gurney a Jack Brabham. Cooper musel hledat náhradu za Phila Hilla, který ukončil kariéru, a k Bruce McLarenovi dosadil Rakušana Jochena Rindta. Rob Walker pokračoval se zákaznickými vozy Brabham a jezdci Jo Bonnierem e Jo Siffertem. Další zákaznické vozy používaly i další týmy, jako Scuderia Centro Sud (BRM), Reg Parnell Racing (Lotus) nebo John Willment Automobiles (Brabham). Krom stálých účastníku se v jihoafrické GP objevili i domácí piloti i týmy. Z dvanácti Jihoafričanu, kteří se zapsali do startovní listiny pouze Peter De Klerk a Tony Maggs prošli sítem předkvalifikace a kvalifikace. Dalším exotickým, ale ne neznámým účastníkem byl, John Love z Rhodesie, který se postavil na 18 startovní pozici, další dva jeho krajané Clive Puzey a Ray Reed se do závodu nekvalifikovali.

## Výsledky

### Závod
- 1. leden 1965
- Okruh East London
- 85 kol x 3,920 km = 333,200 km
- 132. Grand Prix
- 14. vítězství  « Jimi Clarka »
- 19. vítězství pro  « Lotus »
- 54. vítězství pro  « Velkou Británii »
- 4. vítězství pro vůz se  « startovním číslem 5. »
- 55. vítězství z  « pole positions ».

| Legenda k tabulce | Legenda k tabulce                                                                       |
| Barva             | Výsledek                                                                                |
| ----------------- | --------------------------------------------------------------------------------------- |
| Zlatá             | Vítěz                                                                                   |
| Stříbrná          | 2. místo                                                                                |
| Bronzová          | 3. místo                                                                                |
| Zelená            | Bodované umístění                                                                       |
| Modrá             | Nebodované umístění                                                                     |
| Modrá             | Dokončil neklasifikován (NC)                                                            |
| Fialová           | Odstoupil (Ret)                                                                         |
| Červená           | Nekvalifikoval se (DNQ)                                                                 |
| Červená           | Nepředkvalifikoval se (DNPQ)                                                            |
| Černá             | Diskvalifikován (DSQ)                                                                   |
| Bílá              | Nestartoval (DNS)                                                                       |
| Bílá              | Závod zrušen (C)                                                                        |
| Světle modrá      | Pouze trénoval (PO)                                                                     |
| Světle modrá      | Páteční testovací jezdec (TD)                                                           |
| Bez barvy         | Netrénoval (DNP)                                                                        |
| Bez barvy         | Vyřazen (EX)                                                                            |
| Bez barvy         | Nepřijel (DNA)                                                                          |
| Bez barvy         | Odvolal účast (WD)                                                                      |
| Bez barvy         | Nezúčastnil se (prázdné)                                                                |
| Označení          | Význam                                                                                  |
| Tučnost           | Pole position                                                                           |
| Kurzíva           | Nejrychlejší kolo                                                                       |
| †                 | Jezdec nedojel do cíle, ale byl klasifikován, protože odjel více než 90 % délky závodu. |
| ‡                 | Byl udělován poloviční počet bodů, protože bylo odjeto méně než 75 % délky závodu.      |
| Horní index       | Umístění bodujících jezdců ve sprintu                                                   |

| Pozice | Č   | Jezdec             | Vůz                | Kolo | Čas                   | +/- | Pole | Body | Nej. kolo |
| ------ | --- | ------------------ | ------------------ | ---- | --------------------- | --- | ---- | ---- | --------- |
| 1      | 5.  | Jim Clark          | Lotus 33           | 85   | 2:06:46,0             | 0   | 1    | 9    | 1:27,6    |
| 2      | 1.  | John Surtees       | Ferrari 158        | 85   | á 0:29,0s             | 0   | 2    | 6    |           |
| 3      | 3.  | Graham Hill        | BRM P261           | 85   | á 0:31,8s             | 2   | 5    | 4    |           |
| 4      | 6.  | Mike Spence        | Lotus 33           | 85   | á 0:54,4s             | 0   | 4    | 3    |           |
| 5      | 6.  | Bruce McLaren      | Cooper T73         | 84   | á 1 kolo              | 3   | 8    | 2    |           |
| 6      | 4.  | Jackie Stewart     | BRM P261           | 83   | á 2 kola              | 5   | 11   | 1    |           |
| 7      | 12. | Jo Siffert         | Brabham BT11       | 83   | á 2 kola              | 5   | 14   |      |           |
| 8      | 7.  | Jack Brabham       | Brabham BT11       | 81   | á 4 kola              | 5   | 3    |      |           |
| 9      | 18. | Paul Hawkins       | Brabham BT10       | 81   | á 4 kola              | 7   | 16   |      |           |
| 10     | 20. | Peter De Klerk     | Alfa Romeo Speciál | 79   | á 6 kol               | 7   | 17   |      |           |
| 11     | 15. | Tony Maggs         | Lotus 25           | 77   | á 8 kol               | 2   | 13   |      |           |
| 12     | 16. | Frank Gardner      | Brabham BT11       | 75   | á 10 kol              | 3   | 15   |      |           |
| 13     | 25. | Sam Tingle         | LDS Mk1            | 73   | á 12 kol              | 7   | 20   |      |           |
| 14     | 19. | David Prophet      | Brabham BT10       | 71   | á 14 kol              | 5   | 19   |      |           |
| 15     | 2.  | Lorenzo Bandini    | Ferrari 1512       | 66   | á 19 kol /vstřikování | 9   | 6    |      |           |
| Pozice | č.  | Odstoupili         | Vůz                | Kolo | Důvod                 | +/- | Pole | Body | Nej. kolo |
| Ret    | 14. | Bob Anderson       | Brabham BT11       | 50   | Neklasifikován        | 16  | 12   |      |           |
| Ret    | 11. | Jo Bonnier         | Brabham BT7        | 42   | Spojka                | 16  | 7    |      |           |
| Ret    | 10. | Jochen Rindt       | Cooper T73         | 39   | Elektroinstalace      | 17  | 10   |      |           |
| Ret    | 17. | John Love          | Cooper T55         | 20   | Zablokování           | 13  | 18   |      |           |
| Ret    | 8.  | Dan Gurney         | Lotus 21           | 11   | Vstřikování           | 20  | 9    |      |           |
| Pozice | Č   | Nestartoval        | Vůz                | Kolo | Příčina               | +/- | Pole | Body | Nej. kolo |
| DNQ    | 28. | Trevor Blokdyk     | Cooper T59         |      | 109,2 %               |     |      |      |           |
| DNQ    | 23. | Neville Lederle    | Lotus 21           |      | 109,2 %               |     |      |      |           |
| DNQ    | 21. | Doug Serrurier     | LDS Mk2            |      | 109,7 %               |     |      |      |           |
| DNQ    | 27. | Brausch Niemann    | Lotus 22           |      | 110,3 %               |     |      |      |           |
| DNQ    | 22. | Ernest Pieterse    | Lotus 21           |      | 112,3 %               |     |      |      |           |
| DNPQ   | 24. | Clive Puzey        | Lotus 18/21        |      |                       |     |      |      |           |
| DNPQ   | 29. | Jackie Pretorius   | LDS Mk1            |      |                       |     |      |      |           |
| DNPQ   | 29. | Dave Charlton      | Lotus 20           |      |                       |     |      |      |           |
| DNS    | 26. | Ray Reed           | Realpha RE1        |      |                       |     |      |      |           |
| DNS    | 30. | Brian Raubenheimer | Lotus 20           |      |                       |     |      |      |           |
| DNS    | 31. | David Clapham      | Cooper T51         |      |                       |     |      |      |           |
| DNS    | 33. | Alex Blignaut      | Cooper T55         |      |                       |     |      |      |           |
| DNS    | 34. | Dick Attwood       | BRM T61            |      |                       |     |      |      |           |

### Stupně vítězů
- 19. podium pro « Jimi Clarka »
- 18. podium pro « Grahama Hilla »
- 13. podium pro « Johny Surteese »
- 142. podium pro « Ferrari » (nový rekord)
- 32. podium pro « BRM »
- 31. podium pro « Lotus »
- 127. podium pro « Velkou Británii » (nový rekord)

### Bodové umístění
- 163 bodů pro « Jimi Clarka »
- 133 bodů pro « Grahama Hilla »
- 128,5 bodu pro « Bruce McLarena »
- 97 bodů pro « Johny Surteese »
- 7 bodů pro « Mike Spenceho »
- 1 bod pro Jackie Stewarta »
- 273 bodů pro « Ferrari » (nový rekord)
- 247 bodů pro « Cooper »
- 246 bodů pro « Lotus »
- 207 bodů pro « BRM »

### Nejrychlejší kolo
- Jim Clark 1:27.6 Lotus Climax
- 17. nejrychlejší kolo pro « Jimi Clarka »
- 21. nejrychlejší kolo pro « Lotus »
- 57. nejrychlejší kolo pro « Velkou Británii » (nový rekord)
- 3. nejrychlejší kolo pro vůz se startovním číslem « 5 »

### Vedení v závodě
- « Jim Clark » byl ve vedeni 1178 kol
- « Lotus » byl ve vedení 1523 kol

| Kola      | km         | Jezdec    | %    |
| --------- | ---------- | --------- | ---- |
| 1-85 kolo | 333.200 km | Jim Clark | 100% |

| Jim Clark |
| --------- |

### Postavení na startu
- Jim Clark 1'27.2 Lotus
- 19. Pole position pro « Jima Clarka »
- 24. Pole position pro « Lotus »
- 53. Pole position pro « Velkou Británii » (nový rekord)
- 3. Pole position pro vůz se « startovním číslem 5 »
- 26x první řadu získal « Jim Clark »
- 23x první řadu získal « Jack Brabham »
- 13x první řadu získal « John Surtees »
- 75x první řadu získalo « Ferrari » (nový rekord)
- 33x první řadu získal « Lotus »
- 33x první řadu získalo « Brabham »
- 148x první řadu získala « Velká Británie »
- 23x první řadu získala « Austrálie »

| _______3_______ Jack Brabham Brabham 1'28.3 |                                               | _______2_______ John Surtees Ferrari 1'28.1       |                                               | _______1_______ Jim Clark Lotus 1'27.2         |
|                                             | _______5_______ Graham Hill BRM 1'28.6        |                                                   | _______4_______ Mike Spence Lotus 1'28.3      |                                                |
| _______8_______ Bruce McLaren Cooper 1'29.4 |                                               | _______7_______ Jo Bonnier Brabham 1'29.3         |                                               | _______6_______ Lorenzo Bandini Ferrari 1'29.3 |
|                                             | _______10_______ Jochen Rindt Cooper 1'30.4   |                                                   | _______9_______ Dan Gurney Brabham 1'29.5     |                                                |
| _______13_______ Tony Maggs Lotus 1'31.3    |                                               | _______12_______ Bob Anderson Brabham 1'31.0      |                                               | _______11_______ Jackie Stewart BRM 1'30.5     |
|                                             | _______15_______ Frank Gardner Brabham 1'32.3 |                                                   | _______14_______ Jo Siffert Brabham 1'31.8    |                                                |
| _______18_______ John Love Cooper 1'33.8    |                                               | _______17_______ Peter De Klerk Alfa Romeo 1'33.3 |                                               | _______16_______ Paul Hawkins Brabham 1'33.1   |
|                                             | _______20_______ Sam Tingle LDS 1'34.6        |                                                   | _______19_______ David Prophet Brabham 1'33.9 |                                                |

## Startovní listina
| Č. | Pilot              | Tým                         | Konstruktér                 | Šasi                        | Motor                       | Pneumatiky |
| -- | ------------------ | --------------------------- | --------------------------- | --------------------------- | --------------------------- | ---------- |
| 1  | John Surtees       | Scuderia Ferrari SpA SEFAC  | Ferrari                     | Ferrari 158                 | Ferrari 205B 1.5 V8         | D          |
| 2  | Lorenzo Bandini    | Scuderia Ferrari SpA SEFAC  | Ferrari                     | Ferrari 1512                | Ferrari 207 1.5 B12         | D          |
| 3  | Graham Hill        | Owen Racing Organisation    | BRM                         | BRM P261                    | BRM P60 1.5 V8              | D          |
| 4  | Jackie Stewart     | Owen Racing Organisation    | BRM                         | BRM P261                    | BRM P60 1.5 V8              | D          |
| 5  | Jim Clark          | Team Lotus                  | Lotus                       | Lotus 33                    | Coventry-Climax FWMV 1.5 V8 | D          |
| 6  | Mike Spence        | Team Lotus                  | Lotus                       | Lotus 33                    | Coventry-Climax FWMV 1.5 V8 | D          |
| 7  | Jack Brabham       | Brabham Racing Organisation | Brabham                     | Brabham BT11                | Coventry-Climax FWMV 1.5 V8 | D          |
| 8  | Dan Gurney         | Brabham Racing Organisation | Brabham                     | Brabham BT11                | Coventry-Climax FWMV 1.5 V8 | G          |
| 9  | Bruce McLaren      | Cooper Car Co               | Cooper                      | Cooper T73                  | Coventry-Climax FWMV 1.5 V8 | D          |
| 10 | Jochen Rindt       | Cooper Car Co               | Cooper                      | Cooper T73                  | Coventry-Climax FWMV 1.5 V8 | D          |
| 11 | Jo Bonnier         | R.R.C. Walker Racing Team   | Brabham                     | Brabham BT7                 | Coventry-Climax FWMV 1.5 V8 | D          |
| 12 | Jo Siffert         | R.R.C. Walker Racing Team   | Brabham                     | Brabham BT11                | BRM P56 1.5 V8              | D          |
| 14 | Bob Anderson       | DW Racing Enterprises       | Brabham                     | Brabham BT11                | Coventry-Climax FWMV 1.5 V8 | D          |
| 15 | Tony Maggs         | Reg Parnell Racing          | Lotus                       | Lotus 25                    | BRM P56 1.5 V8              | D          |
| 16 | Frank Gardner      | John Willment Automobiles   | Brabham                     | Brabham BT11                | BRM P56 1.5 V8              | D          |
| 17 | John Love          | privátní                    | Cooper                      | Cooper T55                  | Coventry-Climax FPF 1.5 L4  | D          |
| 18 | Paul Hawkins       | John Willment Automobiles   | Brabham                     | Brabham BT10                | Ford Cosworth 116E 1.5 L4   | D          |
| 19 | David Prophet      | privátní                    | Brabham                     | Brabham BT10                | Ford Cosworth 116E 1.5 L4   | D          |
| 20 | Peter de Klerk     | Otelle Nucci                | De Klerk Alfa Romeo Special | De Klerk Alfa Romeo Special | Alfa Romeo 1.5 L4           | D          |
| 21 | Doug Serrurier     | Otelle Nucci                | LDS                         | LDS Mk1                     | Coventry-Climax FPF 1.5 L4  | D          |
| 22 | Ernest Pieterse    | Lawson Organisation         | Lotus                       | Lotus 21                    | Coventry-Climax FPF 1.5 L4  | D          |
| 23 | Neville Lederle    | Scuderia Scribante          | Lotus                       | Lotus 21                    | Coventry-Climax FPF 1.5 L4  | D          |
| 24 | Clive Puzey        | privátní                    | Lotus                       | Lotus 18/21                 | Coventry-Climax FPF 1.5 L4  | D          |
| 25 | Sam Tingle         | privátní                    | LDS                         | LDS Mk2                     | Alfa Romeo 1.5 L4           | D          |
| 26 | Ray Reed           | Ray's Engineering           | Realpha                     | Realpha RE1                 | Alfa Romeo 1.5 L4           | D          |
| 27 | Brausch Niemann    | Ted Lanfear                 | Lotus                       | Lotus 22                    | Ford Cosworth 116E 1.5 L4   | D          |
| 28 | Trevor Blokdyk     | privátní                    | Cooper                      | Cooper T59                  | Ford Cosworth 116E 1.5 L4   | D          |
| 29 | Jackie Pretorius   | privátní                    | LDS                         | LDS Mk1                     | Alfa Romeo 1.5 L4           | D          |
| 30 | Brian Raubenheimer | privátní                    | Lotus                       | Lotus 20                    | Ford Cosworth 116E 1.5 L4   | D          |
| 31 | David Clapham      | Lawson Organisation         | Cooper                      | Cooper T51                  | Maserati 1.5 L4             | D          |
| 32 | Dave Charlton      | Ecurie Tomahawk             | Lotus                       | Lotus 20                    | Ford Cosworth 116E 1.5 L4   | D          |
| 33 | Alex Blignaut      | privátní                    | Cooper                      | Cooper T55                  | Coventry-Climax FPF 1.5 L4  | D          |
| 34 | Dick Attwood       | Owen Racing Organisation    | BRM                         | BRM P61                     | BRM P56 1.5 V8              | D          |

### Zajímavosti
- V závodě představen vůz Cooper T59 a Lotus 20
- Debutovali Clive Puzey, Dave Charlton, Jackie Pretorius, Jackie Stewart a Paul Hawkins.
- Startovní číslo 20 jelo 100 GP.
- Startovní číslo 25 jelo 25 GP.
- Alfa Romeo startovala v 50 GP.
- 25 GP pro Lorenza Bandiniho a Jo Sifferta
- Lotus zajel 20 nejrychlejší kolo
- 10 GP pro motory Ford

| Pole position | Vítězství    | Nej. kolo    | Hat trick | Vedení    | Chelem |
| Jim Clark     | Jim Clark    | Jim Clark    |           | Jim Clark |        |
| Lotus 33      | Lotus 33     | Lotus 33     |           | Lotus 33  |        |
| 1'27.2        | 2:06'46.0    | 1'27.6       |           | 85 kol    |        |
| 161.835 km/h  | 157.707 km/h | 161.096 km/h |           | 333,2 km  |        |
| ------------- | ------------ | ------------ | --------- | --------- | ------ |

### Stav MS
- GP - body získané v této Grand Prix

| * | Jezdec         | Body | GP | * | Vůz     | Body | GP | * | Stát           | Body | GP |
| - | -------------- | ---- | -- | - | ------- | ---- | -- | - | -------------- | ---- | -- |
| 1 | Jim Clark      | 9    | 9  | 1 | Lotus   | 9    | 9  | 1 | Velká Británie | 23   | 23 |
| 2 | John Surtees   | 6    | 6  | 2 | Ferrari | 6    | 6  | 2 | Nový Zéland    | 2    | 2  |
| 3 | Graham Hill    | 4    | 4  | 3 | BRM     | 4    | 4  |   |                |      |    |
| 4 | Mike Spence    | 3    | 3  | 4 | Cooper  | 2    | 2  |   |                |      |    |
| 5 | Bruce McLaren  | 2    | 2  |   |         |      |    |   |                |      |    |
| 6 | Jackie Stewart | 1    | 1  |   |         |      |    |   |                |      |    |